# Mythologie
Als Mythologie (von altgriechisch μῦθος mythos „Erzählung, Rede“ und -logie; μυθολογία mythología ursprünglich: „Sagengeschichte“), deutsch auch Sagenwelt, wird die Gesamtheit der Mythen eines Kulturareals oder eines Volks, einer Region oder einer sozialen Gruppe sowie ihre systematische Darlegung in literarischer, wissenschaftlicher oder religiöser Form bezeichnet. Daneben bestehen verschiedene kulturübergreifende Unterteilungen wie die Astralmythologie, die Zahlenmythologie und die Eschatologie. Das deutsche Wort „Mythologie“ fand erstmals 1712 Verwendung in dem Buch Die teutsche Mythologie oder Beschreibung heidnischer Götter.

## Mythologie als Wissenschaft
Neben einem Verständnis als Sammlung von Geschichten mythischen Charakters, etwa in Bezug auf die antike Mythologie der Götter verschiedener Länder, wurde der Ausdruck Mythologie – vor allem in moderner Zeit – auch parallel zu ähnlichen Begriffsbildungen (etwa Theologie, Biologie) als „Wissenschaft von den Mythen“ gedeutet (Mythenforschung). Die in diesem Sinn verstandene wissenschaftliche Mythologie beschäftigt sich mit der Frage nach der Herkunft der Mythen und ihrem Verhältnis zu anderen Erzählformen wie Legende, Sage oder Epos. Moderne Märchen enthalten oft Elemente, die sie mit Mythen vergleichbar machen. Die Entwicklung der Mythen als erzählerischer Gattung und ihre Transformation zu Märchen bildet einen Gegenstand der Erzählforschung. Die Entstehung von Mythen ist daneben auch Gegenstand der Psychologie, besonders der im Laufe des 19. Jahrhunderts aufkommenden Völkerpsychologie, die in Carl Gustav Jungs Theorien des kollektiven Unbewussten und der Archetypen einen Nachfolger fand.
Soweit der Gegenstand der Mythen religiös gesehen wird, ist ihre Erforschung eng mit der Geschichte der Religion verbunden. Informationen aus Mythen sind wichtig zur Rekonstruktion religiöser Vorstellungen, die manchmal Inhalte unterschiedlicher mythologischer Ursprünge zu einem System verbinden. Der britische Schriftsteller Robert Graves definierte Mythologie als „Erforschung jener religiösen oder heldenhaften Legenden, die in der Erfahrung des Studenten so fremdartig sind, dass er sie nicht für wahr halten kann.“ Joseph Campbell wies darauf hin, dass aus religiöser Sicht Mythos als „die Religion anderer Leute“ definiert werden kann. Insofern sei Religion „missverstandene Mythologie“. Das Missverständnis bestehe darin, dass „mythische Metaphern als Hinweise auf unumstößliche Tatsachen interpretiert werden“.

## Themen
Zentrale Themen von kosmogonischen Mythen sind die Erschaffung der Welt aus dem Urmeer, die Ordnung der Welt um einen Weltenberg sowie Prozesse der Zerstörung und anschließender Erneuerung dieser Ordnung, häufig in Verbindung mit dem Kampf unterschiedlicher Mächte (sowohl konkreter Göttergestalten, Himmel und Erde, als auch abstrakter Eigenschaften wie gut und böse, hell und dunkel). Sie sind nicht als historische Wirklichkeit gedacht, sondern als Darstellung einer archetypischen, metaphysischen Struktur „hinter der Wirklichkeit“ in sprachlichen Bildern.
Einen weiteren Schwerpunkt von Mythologien bilden die Erschaffung des Menschen und, von den ersten Menschen ausgehend, die genealogische Ableitung von Herrschergeschlechtern, seltener von Göttern oder von anderen Völkern hohen Ansehens. Sie dienen der religiösen Herrschaftslegitimation und dem Zusammengehörigkeitsbewusstsein von Stämmen durch das „Wir-Gefühl“ gleicher Abstammung. Als Beispiel kann die altnordische Ynglingatal dienen.

## Figuren der Mythologie
Die Mythologie vereint verschiedenste Kulturen und ist reich an übernatürlichen Figuren und Fabelwesen, die bestimmte Eigenschaften, Kräfte oder Rollen im kosmischen Gefüge der jeweiligen Mythologie verkörpern und vermehrt in literarischen Werken auftauchen.
Eine zentrale Gruppe in vielen mythologischen Traditionen bilden die Götter und Göttinnen. In der griechischen Mythologie etwa herrschen die olympischen Götter über verschiedene Aspekte des Lebens und der Natur, von Zeus als Gott des Himmels bis zu Aphrodite, der Göttin der Liebe. In der ägyptischen Mythologie wiederum gibt es bekannte Götter wie Isis und Osiris.
Viele Mythen erzählen von Heldenfiguren und Halbgöttern, die oft als Sterbliche mit übermenschlichen Fähigkeiten dargestellt werden. Darunter sind prominente Beispiele aus der griechischen Mythologie wie Herakles, der zwölf große Aufgaben bewältigen musste, und Achilles, der Kriegsheld von Troja.
Naturgeister kommen in fast allen ethnisch-religiösen Mythen vor; etwa Feen und Elfen in der nordischen und keltischen Mythologie. Elfen, auch Elben oder Albe genannt, gelten in der nordischen Mythologie als geheimnisvolle und naturverbundene Wesen, die sowohl wohlwollend als auch tückisch sein können. So sind Alben in der germanischen Mythologie unheilvolle Geister, die sich auf die Brust schlafender Menschen setzten und dabei ein Gefühl von Beklemmung und Angst hervorruften, wodurch das Wort „Albtraum“ entstand. Ihre Rolle hat sich in der modernen Literatur primär durch J.R.R. Tolkien weiterentwickelt, wo sie als weise und edle Wesen erscheinen. Ähnliche Gestalten, wie Kobolde, existieren auch in der britischen Folklore.
In fast allen mythologischen Geschichten gibt es bedrohliche Kreaturen, wie Dämonen und Ungeheuer, die oft die Rolle des Gegenspielers einnehmen. Die ägyptische Mythologie beschreibt Apep, die Chaos-Schlange, während die griechische Mythologie von der bedrückenden Geschichte der Medusa erzählt.